# János Sándor

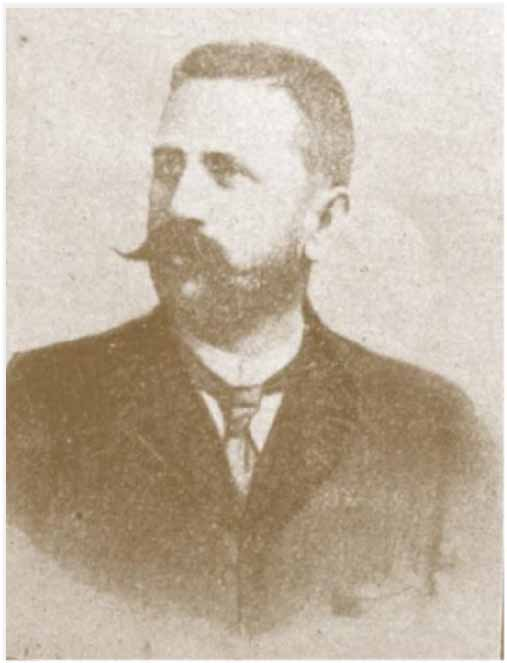
János Sándor

János Sándor von Csíkszentmihály (* 14. November 1860 in Marosvásárhely; † 16. Juli 1922 in Budapest) war ein ungarischer Politiker und Minister.

## Leben
Nach Besuch der k.u.k. Technischen Militärakademie in Wien, studierte Sándor in Budapest Jura, und ging danach für einige Zeit ins Ausland, vor allem um die dortige Öffentliche Verwaltung kennenzulernen. 1882 begann er seinen Dienst im Komitat Torda-Aranyos und wurde dort im nächsten Jahr Stuhlrichter. 1889 wurde er 28-jährig zum Vizegespan des Komitats ernannt. Von 1891 bis 1902 war er Obergespan des Komitats Kis-Küküllő und von 1901 bis 1902 auch von Maros-Torda und Marosvásárhely. Von 1901 bis 1905 war er Abgeordneter für Nagyszőllős im ungarischen Reichstag und war von 1913 bis 1917 im Kabinett von István Tisza Innenminister des Königreichs Ungarn.